# Sofidel
Sofidel est une entreprise papetière italienne créée en 1966. Elle fabrique des produits jetables en papier (essuie-tout, papier-toilette, mouchoirs) commercialisés sous les marques Regina, Sopalin, Le Trèfle et Florex.

## Historique
En 1966, Emi Stefani & Giuseppe Lazzareschi ouvrent leur première usine de fabrication de pâte à papier à Villa Basilica. Trois ans plus tard ouvre une seconde usine, Fine Paper, à Porcari (Province de Lucques). Les dirigeants décident ensuite d'investir le créneau de la transformation en produit fini avec Soffass (1972) et Delicarta (1979). En 1988, l'entreprise prend le nom de Sofidel, acronyme pour SOffass, FIne Paper et DELicarta.
En 1997, Sofidel s'installe en France, à Frouard et relance la production d'ouate de cellulose en France,.
En 2006, Sofidel rachète à Annunziata son usine de Buxeuil, dans la Vienne. Mais en 2009 est annoncé le transfert des activités de Buxeuil vers une nouvelle usine à Ingrandes. C'est finalement en 2015 que la nouvelle usine Delipapier implantée à Ingrandes ouvre ses portes pour ses premiers salariés.
En 2010, Sofidel rachète les marques Sopalin et Le Trèfle à Kimberly-Clark. Cette même année, il se porte également acquéreur de LCP Produits Papier, qui possède une usine de transformation à Roanne (ancienne usine SCA),,.
En 2012, Sofidel S.p.A. se développe sur le marché américain en acquérant Cellynne (rebaptisée Sofidel S.p.A. America) et dépasse la capacité de production de 1 000 000 de tonnes exploitant une usine en Floride, une dans le Wisconsin et une autre dans le Nevada.
En avril 2013, Sofidel S.p.A. a acquis d'autres marques : Thirst Pocket, Kitten Soft, Inversoft et Nouvelle Soft (GB et ROI) et l'usine de Horwich au Royaume-Uni.
En 2014, une nouvelle usine de transformation a été ouverte en Oklahoma (Tulsa) et celle du Nevada a été modernisée. En 2015, Sofidel S.p.A. rachète Green Bay Converting Inc, une usine de transformation dans le Wisconsin (Green Bay) et un bâtiment dans le Mississippi (Hattiesburg). Parallèlement, le groupe active un nouvel investissement ex nihilo dans l'Ohio (Circleville) et de nouveaux bureaux sont ouverts en Pennsylvanie (Philadelphie).
En 2017, Sofidel S.p.A. est présent dans 7 États des États-Unis, où il dispose d'une capacité de production de 200 000 tonnes. En octobre 2018, l'usine de production la plus grande, la plus moderne et la plus durable du groupe a ouvert ses portes à Circleville, dans l'Ohio.
En 2021, l'assemblée générale des actionnaires nomme un nouveau conseil d'administration dans lequel entrent pour la première fois des administrateurs n'appartenant pas aux familles Stefani et Lazzareschi: Chiara Mio, Silvio Bianchi Martini, Andrea Munari et Alessandro Solidoro. 
En mars 2021, Edilio Stefani succédera à son père, Emi Stefani, en tant que président de Sofidel S.p.A..

## Organisation
Sofidel occupe la seconde place du papier à usage sanitaire sur le marché européen. Il possède 26 usines qui emploient environ 6 760 salariés.
Sofidel est présent en France via sa filiale Sofidel France, créée en 1997. À Frouard et Roanne, elle possède une activité papeterie, qui transforme la cellulose vierge en pâte à papier, ainsi qu'une unité de transformation. L'usine d'Ingrandes ne fait que de la transformation.